# ЮАС на летних Олимпийских играх 1960
ЮАР (с 31 мая 1910 по 31 мая 1961 года — ЮАС) принимала участие в Летних Олимпийских играх 1960 года в Риме (Италия) в двенадцатый раз за свою историю, и завоевала одну серебряную и две бронзовые медали.

## Медалисты
| Медаль  | Спортсмен      | Вид спорта      | Дисциплина           |
| ------- | -------------- | --------------- | -------------------- |
| Серебро | Дэниэл Беккер  | Бокс            | Мужчины, свыше 90 кг |
| Бронза  | Уильям Майерс  | Бокс            | Мужчины, до 57 кг    |
| Бронза  | Малкольм Спенс | Лёгкая атлетика | Мужчины, 400 м       |

## Результаты соревнований

### Академическая гребля
В следующий раунд из каждого заезда проходили несколько лучших экипажей (в зависимости от дисциплины). В финал A выходили 6 сильнейших экипажей.
Мужчины
| Соревнование | Спортсмены    | Предварительный заезд | Предварительный заезд | Предварительный заезд | Отборочный заезд | Отборочный заезд | Отборочный заезд | Полуфинал     | Полуфинал     | Полуфинал     | Финал                | Финал                |
| Соревнование | Спортсмены    | Заезд                 | Время                 | Место                 | Заезд            | Время            | Место            | Заезд         | Время         | Место         | Время                | Место                |
| ------------ | ------------- | --------------------- | --------------------- | --------------------- | ---------------- | ---------------- | ---------------- | ------------- | ------------- | ------------- | -------------------- | -------------------- |
| одиночки     | Дэвид Мейнеке | 1                     | 7:37,11               | 4                     | 3                | 7:37,94          | 3                | не проводился | не проводился | не проводился | завершил выступление | завершил выступление |